# Mauerkasten

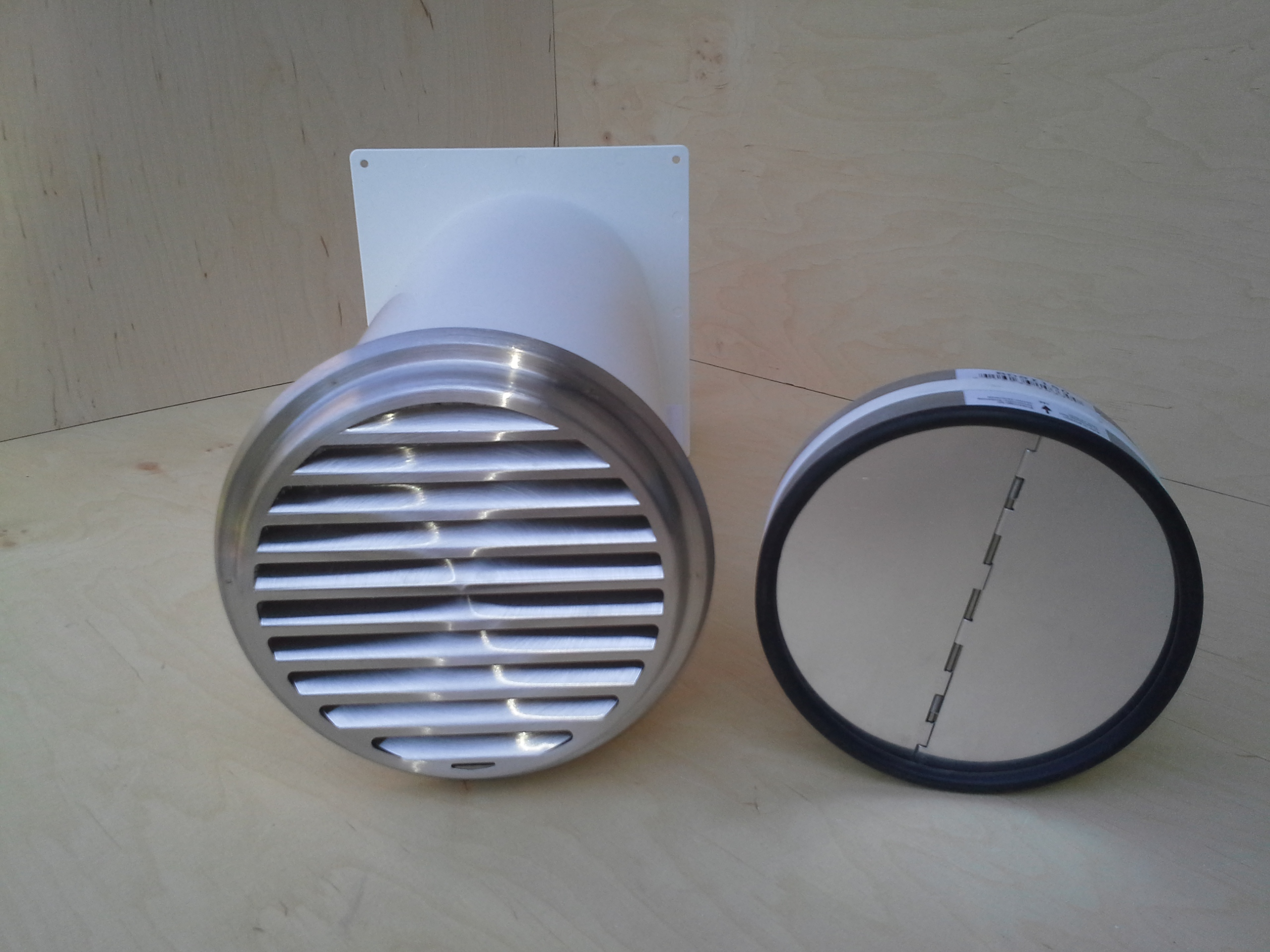
Mauerkasten bestehend aus Teleskoprohr und Rückschlagklappe

Ein Mauerkasten wird in Wände oder Decken eingesetzt, um Teile der Gebäudetechnik darin unterzubringen.
Kleinere Mauerkästen für die Elektroinstallation werden auch als Installationsdosen bezeichnet.

## Mauerkästen als Teil einer Lüftungsanlage
Mauerkästen erlauben die verdeckte Installation von Rückschlagklappen, Schalldämpfern und anderen Elementen an Frischluftein- und Fortluftauslässen.
Falls notwendig, können Mauerkästen wärmedämmend ausgeführt werden.
Die äußere Abdeckung besteht typischerweise aus Lamellen oder einem Metallgitter. Oft ist zum Schutz vor Insekten ein Fliegengitter integriert. Dabei ist darauf zu achten, dass die äußere Abdeckung geringen Luftwiderstand hat, da sonst die Abzugswirkung herabgesetzt und Energieverbrauch und Geräuschpegel heraufgesetzt werden.
Angeschlossene Lüftungsleitungen sind mit einem leichten Gefälle nach außen zu verlegen, um den Ablauf von entstehendem Kondensat zu erlauben.
Mauerkästen mit vorinstallierten Bauteilen werden auch mit elektrisch angetriebener Rückschlagklappe angeboten, die den Druckverlust und die Geräuschbildung minimieren.
Auch kombinierte Ab- und Zuluft-Mauerkästen werden eingesetzt. Die Öffnungen für Ab- und Zuluft sind dann neben- oder untereinander angeordnet. 
Die Vermischung der Ab- und Zuluft wird vermindert, indem die Fortluft schräg von der Einlassöffnung weg ausgeblasen wird.
Kombinierte Mauerkästen werden teilweise mit einer einzelnen Rückschlagklappe ausgestattet, die Zu- und Abluftöffnungen zugleich verschließt.
Alternativ können zwei motorisch betriebene Klappen verwendet und elektrisch miteinander gekoppelt werden, um zeitgleich zu öffnen bzw. schließen.
Mauerkästen mit motorbetriebenen Klappen wurden speziell für Niedrigenergiehäuser entwickelt, um eine ungewollte Luftzirkulation zu minimieren.
Die Rückschlagklappen öffnen etwa beim Einschalten der Dunstabzugshauben oder werden über einen Luftdrucksensor (im Abluftrohr) gesteuert.